# Vesela Yatsinska
Vesela Yatsinska (Bulgaria, 16 de enero de 1951) es una atleta búlgara retirada especializada en la prueba de 1500 m, en la que consiguió ser subcampeona europea en pista cubierta en 1977.

## Carrera deportiva
En el Campeonato Europeo de Atletismo en Pista Cubierta de 1977 ganó la medalla de plata en los 1500 metros, llegando a meta en un tiempo de 4:10.0 segundos, tras la británica Mary Stewart y por delante de su paisana búlgara Rumyana Chavdarova.